# L'Italia spensierata
L'Italia spensierata è un saggio di Francesco Piccolo del 2007.
Un saggio ironico sulla mediocrità della maggioranza che inizia con un prologo in cui si evidenzia come con la TV si possano manipolare le masse (l'esempio è quello di una delle prime sigle televisive di Canzonissima).

Nei vari capitoli si entra in episodi della vita in cui l'autore si è trovato a condividere spazio ed esperienze di massa (la partecipazione a Domenica in, un esodo vacanziero, la visione del cinepanettone di turno, una giornata a Mirabilandia).

L'epilogo propone un riflessione sulla massificazione della cultura (una Notte Bianca a Roma).

## Edizione
- Francesco Piccolo, L'Italia spensierata, Roma, Editori Laterza, 2007, ISBN 978-88-420-7918-7.